# NGC 6056
NGC 6056 في الفهرس العام الجديد، هي مجرة، تقع في كوكبة الجاثي. اكتشفت في 8 يونيو 1886 بواسطة لويس سويفت.

## روابط خارجية
- NGC 6056 على موقع ويكي سكاي: DSS2, SDSS, GALEX, IRAS, Hydrogen α, X-Ray, Astrophoto, Sky Map, Articles and images